# Bernhard Brcic
Bernhard Brcic, född 17 juli 1968, är en svensk tidigare fotbollsspelare (mittfältare).
Brcic började karriären i BK Häcken, där han spelade mellan 1985 och 1987. Därefter gick han till IK Brage, där han stannade i över tio år. Han gjorde även en kort sejour i schweiziska FC Locarno 1999.
Brcic spelade 1985–1986 tio U19-landskamper för Sverige.
2009 var Brcic huvudtränare för Dalkurd FF.